# Maesastadion
Het Maesastadion is een multifunctioneel stadion in Tondano, een stad op het Indonesische eiland Sulawesi. 
Het stadion wordt vooral gebruikt voor voetbalwedstrijden, de voetbalclub Persmin Minahasa maakt gebruik van dit stadion. In het stadion is plaats voor 15.000 toeschouwers. 